# Frodeparkens naturreservat
Frodeparken är ett naturreservat i Asige socken i Falkenbergs kommun i Halland.
Det var från början 2 hektar stort och är skyddat sedan 1996. Reservatet utökades 2007 från ursprungliga 2 hektar till 19 hektar. Det består i huvudsak av ädellövskog. Genom området går vandringsleden Hallandsleden.